# チュートン・ウィラサクレック
チュートン・ウィラサクレック（Chutong Weerasakreck ชูธง วีระศักดิ์เล็ก）は、タイの男性ムエタイ選手兼トレーナー。ウィラサクレック・フェアテックスムエタイジム九州所属。

## 来歴
2007年6月24日、九州比山ジム『直方決戦　SHINE～輝き～』で井上和也と対戦し、判定3-0により勝利を収めた。
2008年6月22日、九州比山ジム『直方決戦』で田中康行と対戦し、3Rドロー、延長R判定0-2により敗北となった。このときのリングネームはユキレック・ウィラサクレックであった。
2008年9月19日、全日本プロレス・和術慧舟会総本部『長崎大会』で山本武春と対戦し、判定3-0により勝利を収めた。
2009年5月31日、和術慧舟会総本部『KUSHIMA'S FIGHT 17』で竹内祐也と対戦し、判定1-1（30-29、29-30、30-30）によりドローとなった。
2010年1月23日、M-1MC＆クロスポイント合同興行『REBELS』で濱井将光と対戦し、判定2-1（28-30、30-29、30-28）により勝利を収めた。
2010年2月21日、REALDEAL GYM『BATTLE EVENT REALDEAL 15』で湯浅浩光と対戦し、判定1-0（30-28、30-30、29-29）によりドローとなった。
2010年4月18日、和術慧舟会総本部『KUSHIMA'S FIGHT』でTOYOMAXと対戦し、2R TKOにより勝利を収めた。
2010年8月8日、真闘術『FIRE BALL8』でゆんぼまさると対戦し、5R TKOにより勝利を収めた。
2010年10月24日、新日本キックボクシング協会『MAGNUM-24』で中尾満と対戦し、判定3-0（29-28、30-26、30-28）により勝利を収めた。
2011年3月26日、新日本キックボクシング協会『MAGNUM-25』で中尾満と再戦、1ダウンを奪い判定3-0（30-28、30-28、30-27）により勝利を収めた。
2011年7月24日、REALDEAL GYM『BATTLE EVENT REALDEAL 23』でキューピーと対戦し判定3-0（30-27、30-28、30-29）により勝利を収めた
2011年10月16日、スクールサポート九州『The RING 2011』で陣川弘明と対戦し2R TKOにより勝利を収めた。
2012年11月25日、MSJキックボクシングジム主催『KING OF STRIKERS ROUND 10』で門田正明と対戦し2R TKOにより勝利を収めた。
2013年9月29日、ウィラサクレックフェアテックスムエタイジム九州主催『第7回 M-FIGHT SUK WEERASAKURECK 九州大会』で田中康行と対戦し延長R 判定3-0により勝利を収めた。
2014年6月1日、MSJキックボクシングジム主催『KING OF STRIKERS ROUND 15 KOSスーパーライト級王座決定トーナメント準決勝』で凌太と対戦し判定3-0により勝利を収めた。
2014年9月7日、MSJキックボクシングジム主催『KING OF STRIKERS ROUND 16 KOSスーパーライト級王座決定戦』で越智大輔と対戦し3R 1'06"TKO（右肘打ちによるカット）により勝利を収めた。